# Viktor Chukarin
Viktor Chukarin, em russo: Виктор Иванович Чукарин, (Krasnoarmiisk, 9 de novembro de 1921 - Lviv, 25 de agosto de 1984) foi um ginasta ucraniano-soviético.
Destacou-se na história dos Jogos Olímpicos, sendo considerado um dos maiores atletas da era moderna.
Nas Olimpíadas de 1952 e 1956, representou a União Soviética, e recebeu sete medalhas de ouro, três de prata e uma de bronze, totalizando onze medalhas. Conquistou ainda três medalhas de ouro e uma de bronze no Mundial de Ginástica de 1954.

## Carreira
Durante a Segunda Guerra Mundial, Chukarin foi um prisioneiro dos alemães nazistas, no campo de concentração de Sandbostel.
 Após, em 1947 e aos 25 anos de idade, tornou-se ginasta, estreando no Campeonato Nacional Soviético e terminando na quinta colocação geral. No ano seguinte, saiu-se vencedor nas barras paralelas e segundo colocado no concurso geral, em nova edição do campeonato nacional.

Em 1949, conquistou a medalha de ouro do individual geral e o bicampeonato das barras paralelas no Campeonato Soviético. Na Copa Soviética, conquistou a prata nas argolas e no cavalo com laças, e o bronze na barra fixa. No ano posterior, tornou-se bicampeão nacional, tricampeão das paralelas e campeão do cavalo com alças. Em sua segunda participação na Copa, foi o medalhista de prata nas argolas e na barra fixa.
No ano de 1951, competiu apenas nacionalmente e conquistou três medalhas: ouro nas barras paralelas, prata no all around e bronze nas argolas. Em 1952, aos 31, disputou sua primeira edição olímpica, os Jogos de Helsinque. Neles, subiu ao  pódio em cinco ocasiões: ouro no evento coletivo, no concurso geral - a frente do companheiro de equipe, Grant Shaginian - e no salto, prata nas argolas e nas barras paralelas. No seguinte ano, foi o vencedor do individual geral, do cavalo com alças, da barra fixa e das barras paralelas, no Nacional Soviético.
Em 1954, participando do Mundial de Roma, na Itália, Chukarin foi medalhista por quatro vezes, três delas, de ouro (equipes, geral individual e barras paralelas). No Nacional, novamente vencer as provas do cavalo com alças e das paralelas. No ano seguinte, conquistou seis medalhas - incluído o tricampeonato nas barras paralelas - no Campeonato Soviético e três, na copa nacional. Em 1956, seu último ano como atleta, tornou-se, ao vencer a prova das barras paralelas, campeão por dezoito vezes em nacionais. além de somar mais sete, na Copa. Nos Jogos Olímpicos de Melbourne, na Austrália, conquistou cinco medalhas, das seis finais de que participou. Por equipes e no concurso geral, fora o medalhista de ouro pela segunda vez consecutiva. Nos aparelhos, foi o vencedor da prova da paralelas, o segundo colocado no solo e o terceiro no cavalo com alças. Em 1957, como Larissa Latynina, foi premiado com a Ordem de Lenin. Em 2009, o ex-ginasta fora inserido, ao lado do bielorrusso Vitaly Scherbo, no International Gymnastics Hall of Fame.

## Principais resultados
| Ano  | Evento                                    | AA               | Equipe          | Solo             | Cavalo com alças  | Argolas          | Salto sobre o cavalo | Barras paralelas | Barra fixa        |
| ---- | ----------------------------------------- | ---------------- | --------------- | ---------------- | ----------------- | ---------------- | -------------------- | ---------------- | ----------------- |
| 1948 | Campeonato Nacional Soviético             | Medalha de prata |                 |                  |                   |                  |                      | Medalha de ouro  |                   |
| 1949 | Campeonato Nacional Soviético             | Medalha de ouro  |                 |                  |                   |                  | Medalha de ouro      |                  |                   |
| 1950 | Campeonato Nacional Soviético             | Medalha de ouro  |                 |                  | Medalha de ouro   |                  |                      | Medalha de prata |                   |
| 1952 | Jogos Olímpicos                           | Medalha de ouro  | Medalha de ouro |                  | Medalha de ouro   | Medalha de prata | Medalha de ouro      | Medalha de prata |                   |
| 1952 | Campeonato Mundial de Ginástica Artística | Medalha de prata |                 |                  | Medalha de ouro   |                  |                      |                  |                   |
| 1953 | Campeonato Nacional Soviético             | Medalha de ouro  |                 |                  | Medalha de ouro   |                  |                      | Medalha de ouro  | Medalha de ouro   |
| 1954 | Campeonato Mundial de Ginástica Artística | Medalha de ouro  | Medalha de ouro |                  | Medalha de ouro   |                  |                      |                  | Medalha de ouro   |
| 1955 | Campeonato Nacional Soviético             | Medalha de ouro  |                 | Medalha de prata | Medalha de bronze |                  | Medalha de bronze    | Medalha de ouro  | Medalha de bronze |
| 1956 | Jogos Olímpicos                           | Medalha de ouro  | Medalha de ouro | Medalha de prata | Medalha de bronze |                  |                      | Medalha de ouro  |                   |